# Inch
Inch, số nhiều là inches; ký hiệu hoặc viết tắt là in, đôi khi là ″ - dấu phẩy trên kép - tên của một đơn vị chiều dài trong một số hệ thống đo lường khác nhau, bao gồm Hệ đo lường Anh và Hệ đo lường Mỹ. Chiều dài mà nó mô tả có thể khác nhau theo từng hệ thống. Có 36 inches trong một yard và 12 inches trong một foot. Đơn vị diện tích tương ứng là inch vuông và đơn vị thể tích tương ứng là inch khối.
Inch là một trong những đơn vị đo lường được sử dụng chủ yếu ở Hoa Kỳ, và được sử dụng phổ biến ở Canada. Ở Mỹ và phổ biến ở các nước như Anh, Úc và Canada, chiều cao của người được đo bằng feet và inch. Ở Canada, chiều cao của mỗi cá nhân được thể hiện theo đơn vị mét trên giấy tờ hành chính như bằng lái xe của một người.

## Inch quốc tế
Vào năm 1958, Hoa Kỳ và những nước thuộc Khối Thịnh vượng chung Anh đã định nghĩa chiều dài của yard quốc tế chính xác bằng 0,9144 mét. Do đó, một inch quốc tế được định nghĩa chính xác bằng 25,4 milimét.

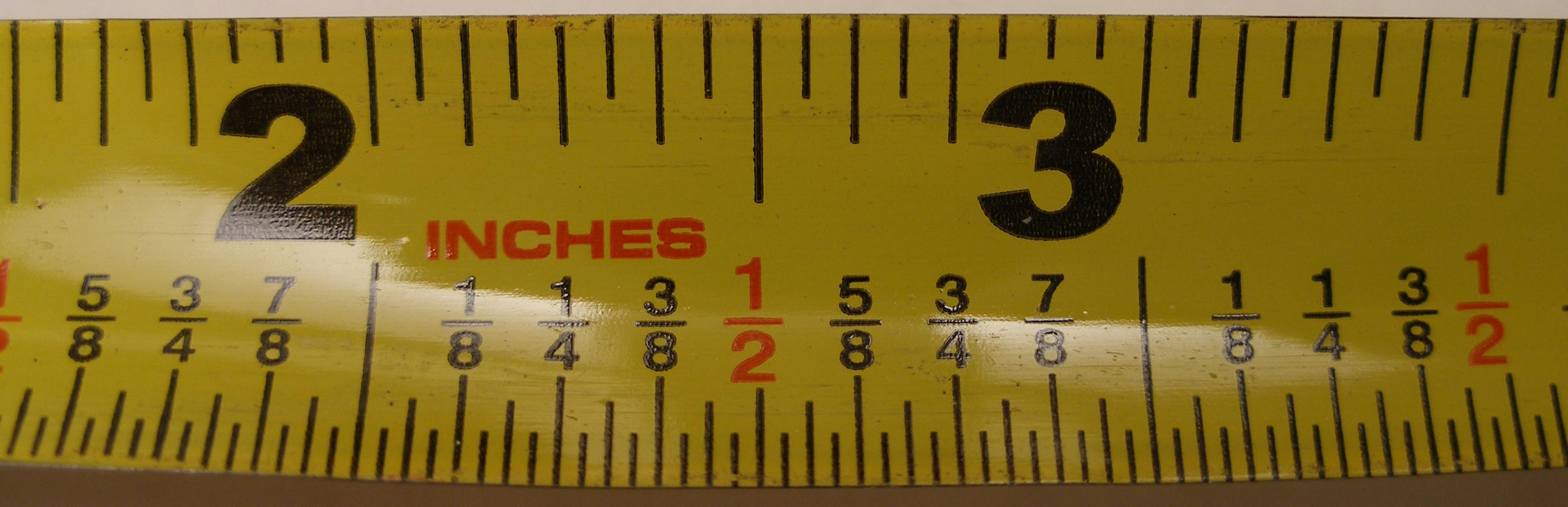
Một thước dây có thể đo đến ^{1}32 inch.

Ký hiệu chuẩn quốc tế của inch là in (xem ISO 31-1, Phụ lục A). Trong một số trường hợp, inch còn được ký hiệu bằng dấu phẩy trên kép, tương tự như dấu nháy đôi, và foot ký hiệu bởi dấu phẩy trên, tương tự như dấu lược. Ví dụ, 10 feet 9 inches được ký hiệu là 10′9″ (hoặc tương tự như 10'9").nó là đơn vị đo lường phổ biến chuyên dùng ở anh